# بازی عشق (فیلم ۱۳۴۷)
بازی عشق فیلمی به کارگردانی و نویسندگی فاروق عجرمه محصول سال ۱۳۴۷ است.

## خلاصه داستان
«شاهین» مرد ثروتمندی را از غرق شدن نجات می‌دهد و سپس بدون هیج چشم‌داشتی مرد و دخترش را که سپاسگزار او هستند، ترک می‌گوید…

## بازیگران
- فروزان
- عبدالسلام نابلس
- فیلیز آکین
- سمیر حسین
- ابراهیم خان
- نادیا جمال